# Anabela Silva
Pour les articles homonymes, voir Silva.
Anabela Fernanda Pinto Silva, née le 26 décembre 1970, est une footballeuse internationale portugaise qui jouait au poste de défenseur. Elle compte 78 sélections dont 48 en tant que capitaine. Par la suite elle devient entraîneur de football.

## Biographie

### La joueuse
"Bé" commence sa carrière de joueuse au Boavista Futebol Clube à quatorze ans. Elle est sept fois championne nationale. Puis elle déménage au Merelinense, où elle reste une saison, obtenant une 4e place en championnat. Ensuite, elle part à l'ADC Lobão, remportant un titre de championne nationale. Par la suite, elle rejoint le Gatões FC pendant six saisons, où elle remporte trois championnats, mettant définitivement fin à la suprématie du Boavista. Enfin, elle représente l'ARC Várzea pendant quatre saisons. C'est aussi à ce moment-là qu'elle devient l'entraîneur adjointe d'Alfredina Silva.

### L'entraîneur
Entraîneur du Boavista Futebol Clube en 2009 elle emmène son équipe en finale de la Coupe du Portugal, lors de la saison 2009-2010, qui pour la première fois se joue au Estádio Nacional do Jamor (le stade où se joue aussi la finale homme). La rencontre ne parait pas être à l'avantage des panteras, la finale les oppose à la Sociedade União 1° Dezembro qui est à la conquête d'un dixième titre de championne. Sa stratégie est totalement bouleversée au premier but marqué par l'adversaire, obligeant les axadresadas à courir après le score, ce qui a naturellement ouvert des brèches prises par les filles de Nuno Cristovão, à cela il faut ajouter la blessure de Joana à la 36e minute. Les "panthères' prennent l'eau et perdent 6 à 0. L'équipe présentée est composée de : Verónica Tavares - Félix, Belinha, Bruna Moura (Landinha, 59e, Xana - Joana Rita (Rita Lima, 36e, Figo, Rita Fontemanha, Adriana (Ritinha, 24e) - Nanda et Teté. La saison suivante étant loin de se qualifier pas pour la seconde phase décidant du champion, revendiquant une incompatibilité totale avec le vice-président des activités amateurs, toute l'équipe technique dirigée par Anabela Silva, démissionne. Cela laisse le Boavista dans une situation grave et déroutante, sans précédent dans le club. Elle est remplacée par Alfredina Silva, à la fin du mois de mars 2011.

## Statistiques

### En sélection nationale
| Matches officiels de Anabela Silva en sélections portugaises | Matches officiels de Anabela Silva en sélections portugaises | Matches officiels de Anabela Silva en sélections portugaises | Matches officiels de Anabela Silva en sélections portugaises | Matches officiels de Anabela Silva en sélections portugaises |
| Club                                                         | V.                                                           | N.                                                           | D.                                                           | Buts                                                         |
| ------------------------------------------------------------ | ------------------------------------------------------------ | ------------------------------------------------------------ | ------------------------------------------------------------ | ------------------------------------------------------------ |
| Portugal A (78 matchs: 100.00 %)                             | 19 (24.36 %)                                                 | 7 (8.97 %)                                                   | 52 (66.67 %)                                                 | 5 (100.00 %)                                                 |
| Total                                                        | 19 (24.36 %)                                                 | 7 (8.97 %)                                                   | 52 (66.67 %)                                                 | 5                                                            |

#### Buts en sélection du Portugal A
Elle marque son premier but lors d'une rencontre face à la Italie, comptant pour la phase de qualification pour le Championnat d'Europe féminin de football 1995. Et marque son cinquième et dernier but de sa carrière internationale lors de sa dernière sélection face aux Pays-Bas.
| Sélections | Date             | Stade                                       | Adversaire | Résultat | Compétition          | Buts |
| ---------- | ---------------- | ------------------------------------------- | ---------- | -------- | -------------------- | ---- |
| 4e         | 5 mars 1994      | Estádio do Bolhão, Fiães                    | Italie     | 1 – 3    | Qualif. Euro 1995    | 1    |
| 10e        | 29 mai 1994      | Estádio D. Manuel de Mello, Almeirim        | Écosse     | 8 – 2    | Qualif. Euro 1995    | 1    |
| 17e        | 17 juin 1995     | -                                           | Islande    | 3 – 2    | Amical               | 1    |
| 63e        | 28 novembre 2000 | Estádio Municipal de Portalegre, Portalegre | Italie     | 1 – 0    | Qualif. Euro 2001    | 1    |
| 78e        | 19 mai 2002      | Sportpark Molenbroek, Gemert                | Pays-Bas   | 4 – 1    | Qualif. Mondial 2003 | 1    |

### Entraîneur
Le tableau suivant récapitule les statistiques d'Anabela Silva durant sa carrière d'entraîneur en club, au 18 janvier 2020.
| Saison                | Club                  | Championnats          | Championnats | Championnats | Championnats | Championnats | Coupes nationales | Coupes nationales | Coupes nationales | Coupes nationales | Total  | Total | Total | Total | % Victoires |
| Saison                | Club                  | Division              | Matchs       | V            | N            | D            | Matchs            | V                 | N                 | D                 | Matchs | V     | N     | D     | -           |
| --------------------- | --------------------- | --------------------- | ------------ | ------------ | ------------ | ------------ | ----------------- | ----------------- | ----------------- | ----------------- | ------ | ----- | ----- | ----- | ----------- |
| 2009-2010             | Boavista FC           | Nacional Feminino     | 28           | 9            | 5            | 14           | 4                 | 2                 | 1                 | 1                 | 32     | 11    | 6     | 15    | 34,38 %     |
| 2010-2011             | Boavista FC           | Nacional Feminino     | 16           | 5            | 3            | 8            | 2                 | 1                 | 0                 | 1                 | 18     | 6     | 3     | 9     | 33,33 %     |
| 2009-2011             | Total Boavista FC     | -                     | 44           | 14           | 8            | 22           | 6                 | 3                 | 1                 | 2                 | 50     | 17    | 9     | 24    | 34,00 %     |
| Total sur la carrière | Total sur la carrière | Total sur la carrière | 44           | 14           | 8            | 22           | 6                 | 3                 | 1                 | 2                 | 50     | 17    | 9     | 24    | 34,00 %     |

## Palmarès

### Joueuse

#### Avec leBoavista FC
- Championne du Nacional Feminino : 7 fois — 1985-86, 1986-87, 1987-88, 1988-89, 1989-90, 1990-91 et 1991-92.
- Championne du Distrital : 12 fois

#### Avec l'ADC Lobão
- Championne du Nacional Feminino : 1 fois — 1995-96.
- Vice-championne du Nacional Feminino : 2 fois — 1993-94 et 1994-95.
- Championne du Distrital : 4 fois — 1993-94, 1994-95, 1995-96 et 1996-97.

#### Avec leGatões FC
- Championne du Nacional Feminino : 3 fois — 1997-98, 1998-99 et 2000-01.
- Vice-championne du Nacional Feminino : 2 fois — 1999-00 et 2001-02.

#### Avec l'ARC Várzea
- Vice-championne du Nacional Feminino : 1 fois — 2003-04.

### Entraîneur

#### Avec leBoavista FC
- Finaliste de la Coupe du Portugal : 1 fois — 2009-10.